# Helena Třeštíková

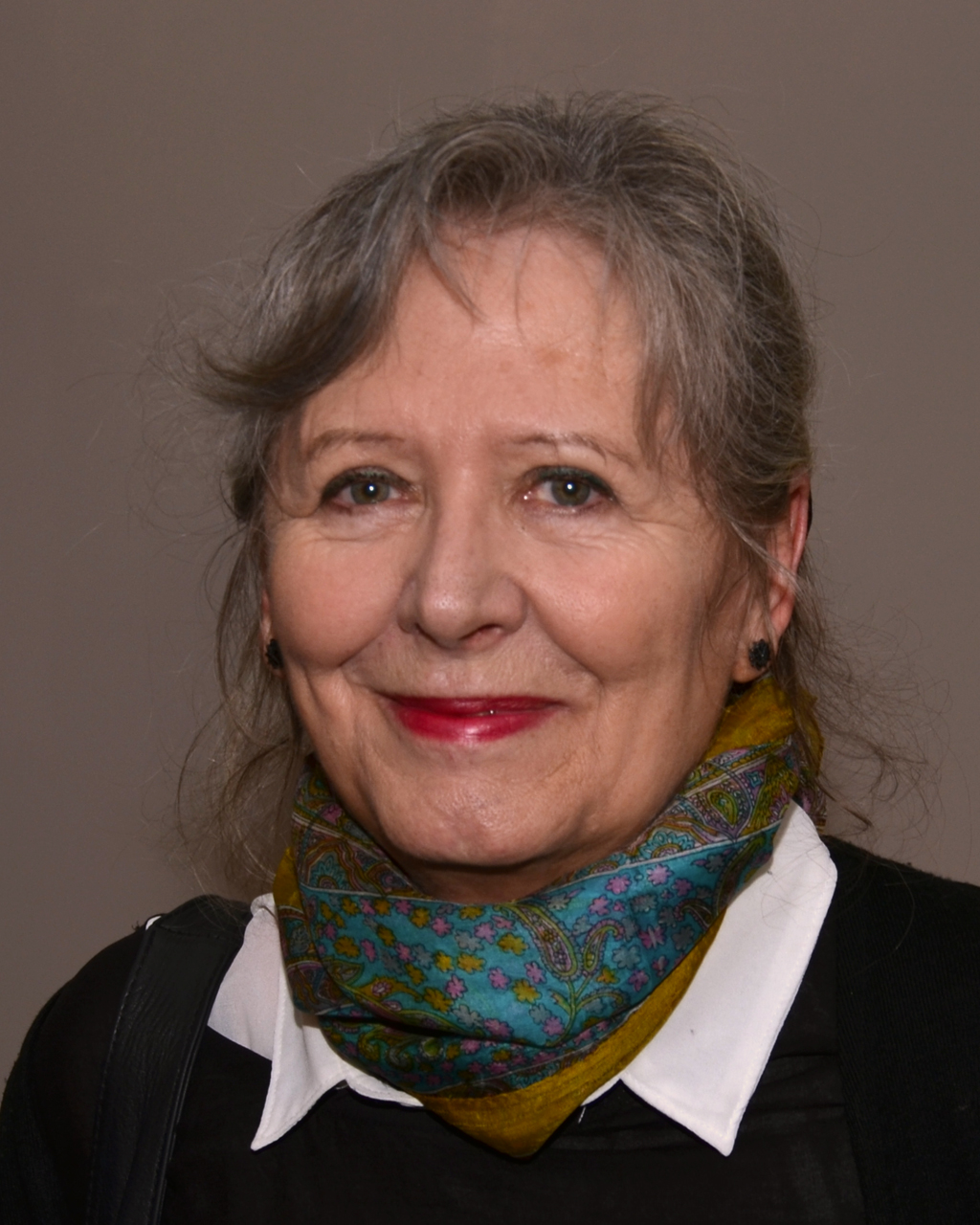
Helena Třeštíková (2018)

Helena Třeštíková (* als Helena Böhmová 22. Juni 1949 in Prag) ist eine tschechische Regisseurin und Drehbuchautorin.

## Leben
Helena Třeštíková studierte an der Film- und Fernsehfakultät der Akademie der Musischen Künste in Prag und begann zunächst als Dramaturgin zu arbeiten. Als Regisseurin drehte sie mehrere dokumentarische Filme über einen langen Zeitraum von oft mehreren Jahren hinweg und schrieb auch zumeist das Drehbuch.
Für kurze Zeit war Třeštíková in der Politik tätig. Sie wurde am 9. Januar 2007 als tschechische Kulturministerin der Regierung Topolánek II angelobt, trat jedoch bereits am 26. Januar zurück.
„Ihre Bilder über den Zustand der Gesellschaft sind eine andere, leisere Form von Politik.“ In Kooperation mit dem Tschechischen Zentrum Berlin zeigte das Berliner Filmkunst-Kino Arsenal  2017 eine umfassende Werkschau für Třeštíková mit einem Drittel ihrer bislang 50 Filme unterschiedlicher Länge. 2021 ehrte das Münchner DOK.fest München die Regisseurin mit einer acht Filme umfassenden Hommage. Im Folgejahr wurde ihr Film René: The Prisoner of Freedom beim DOK.fest im Hauptwettbewerb nominiert.

## Filmografie (Auswahl)
- 1980–1987: Manželské etudy
- 1990–1999: Deset let v životě mladého muže
- 1992–1998: Řekni mi něco o sobě
- 2000: Ženy na přelomu tisíciletí
- 2001: Hitler, Stalin a já
- 2006: Marcela
- 2005: Manželské etudy po dvaceti letech
- 2008: René
- 2010: Katka
- 2011: Soukromý vesmír
- 2013: Vojta Lavička: Nahoru a dolů
- 2013: Život s Kašparem
- 2015: Mallory
- 2016: Zkáza krásou
- 2017: Strnadovi
- 2019: Forman vs. Forman
- 2021: Anny
- 2021: Ester (Fernsehfilm)
- 2021: René: The Prisoner of Freedom

## Auszeichnungen
- 1980: Interfilm Award - Special Recommendation des Berlinale-Forums für Dotek svetla
- 1996: Bronze Key des Art Film Festivals für Sladke horkosti Lidy Baarove
- 1998: Bester Dokumentarfilm des Karlovy Vary International Film Festivals für Sladké století
- 2002: Best Documentary Film der Czech Critics Awards (Nejlepsí Dokumentární Snímek Roku) für Zeny na prelomu tisíciletí (V pasti)
- 2007: Golden Kingfisher / Best Documentary Film des Pilsen Film Festivals für Marcela
- 2007: Golden Giraldillo / Best Documentary Film des Sevilla Festival de Cine Europeo für Marcela
- 2008: Europäischer Filmpreis für René[5]
- 2008: Publikumspreis des Jihlava International Documentary Film Festivals für René
- 2008: Goldene Taube des DOK Festival Leipzig für René
- 2011: Award of the Federal Foreign Office - Honorable Mention beim Wiesbaden goEast Festival für Katka[6]
- 2012: Dragon of Dragons Honorary Award des Cracow Film Festivals
- 2015: Bester Dokumentarfilm über 60 Min. des Karlovy Vary International Film Festivals für Mallory
- 2022: DOK.fest München, Nominierung für den VIKTOR DOK.international für René: The Prisoner of Freedom

## Belege
1. ↑  Julia Niemann: Helena Třeštikovas Filme. In: Süddeutsche Zeitung vom 11. März 2017, S. 16.
2. ↑  Filmemacherin Helena Třeštíková: Eine wunderbare Dokfilmerin aus Tschechien, Künstlerporträt von Jörg Taszman in Deutschlandradio Kultur vom 4. März 2017, abgerufen am 5. März 2017.
3. ↑  Im Leben der Anderen – Hommage 2021: Das „Zeitraffer-Kino“ der Helena Třeštíková. In: DOK.fest München. Abgerufen am 7. Mai 2021.
4. ↑  Die Preisträger.innen des 37. DOK.fest München. DOK.fest München, 2022, abgerufen am 13. Juni 2025.
5. ↑  Europäische Filmpreise 2008 verliehen, filmportal.de vom 6. Dezember 2008, abgerufen am 5. März 2017.
6. ↑  Hauptpreis von goEast 2011 für russischen Film Der Heizer, filmportal.de vom 12. April 2011, abgerufen am 5. März 2017.

| Personendaten    | Personendaten                                |
| ---------------- | -------------------------------------------- |
| NAME             | Třeštíková, Helena                           |
| ALTERNATIVNAMEN  | Böhmová, Helena (Geburtsname)                |
| KURZBESCHREIBUNG | tschechische Regisseurin und Drehbuchautorin |
| GEBURTSDATUM     | 22. Juni 1949                                |
| GEBURTSORT       | Prag                                         |